# Copo Quile
Copo Quile är en ort i Argentina.   Den ligger i provinsen Salta, i den norra delen av landet, 1 100 km nordväst om huvudstaden Buenos Aires. Copo Quile ligger 648 meter över havet och antalet invånare är 438.
Terrängen runt Copo Quile är platt åt nordost, men åt sydväst är den kuperad. Terrängen runt Copo Quile sluttar brant österut. Runt Copo Quile är det mycket glesbefolkat, med 5 invånare per kvadratkilometer.. Närmaste större samhälle är Antilla, 14,1 km sydost om Copo Quile.
I omgivningarna runt Copo Quile växer i huvudsak lövfällande lövskog.